# У-ван (Чжоу)
У-ван (кит. трад.: 周武王; піньїнь: Wu) — перший ван з династії Чжоу, який правив у 1046–1043 роках до н. е., брат Чжоу-ґуна.

## Життєпис
Походив з роду Цзі 姬. Син Вень-вана, вождя племені чжоу. При народженні отримав ім'я Фа. Про молоді роки мало відомостей. 1050 року до н. е. разом із батьком брав участь у поході проти держави Шан. Імовірно, Вень-ван у той час помер, тому У-ван очолив плем'я чжоу. 1048 року до н. е., скориставшись внутрішніми проблемами Шан У-ван розпочав нову військову кампанію проти шанців, яка завершилася 1046 року до н. е. перемогою при Мує (сучасна територія провінції Хенань) та поваленням династії Шан.
Спочатку чжоуські князі планували зі здобиччю повернутися до своїх володінь, проте У-ван переконав їх залишитись на захоплених землях. Тоді ж було засновано нову династію, яка дістала назву Чжоу. У-ван багато зробив для зміцнення влади свого роду, проте не встиг завершити розпочаті реформи — раптово помер 1043 року до н. е.